# South Gorin
South Gorin – miasto w Stanach Zjednoczonych, w stanie Missouri, w hrabstwie Scotland.